# Pulegium
Pulegium  é um género botânico da família Lamiaceae.

## Espécies
| - Pulegium aromaticum - Pulegium cervinum - Pulegium daghestanicum - Pulegium erectum - Pulegium heterophyllum - Pulegium micranthum | - Pulegium parviflorum - Pulegium pubescens - Pulegium pulegium - Pulegium tomentella - Pulegium vulgare |